# 德军总部II：新巨像
《德军总部II：新巨像》是一款由MachineGames开发，贝塞斯达软件发行的第一人称射击动作冒险游戏，于2017年10月27日发行于Microsoft Windows、PlayStation 4和Xbox One平台，2018年6月29日登陆任天堂Switch。
游戏是德軍總部系列的第八部主系列作品，也是2014年《德军总部：新秩序》的续作。故事為虛構歷史，设定于軸心國在第二次世界大戰中的勝利后的1961年。玩家继续跟随老兵威廉·“B.J”·布拉柯威兹，与美国的纳粹政权作斗争。

## 剧情
在刺杀死颅将军之后，抵抗组织从死颅将军的堡垒中救出了身受重伤的 BJ，然后用核弹将其摧毁。由于死颅将军的死亡，纳粹的研究部门陷入瘫痪，导致他们的技术进步停滞不前。BJ 陷入了长达 5 个月的昏迷。当他在被抵抗组织占领的U 型潜艇"伊娃之锤"上时而清醒时而昏迷时，他得知他的爱人安雅怀了双胞胎。之后U艇遭到纳粹指挥官恩格尔夫人的袭击，让BJ被迫坐着轮椅迎战纳粹军队，但纳粹仍然抓获了抵抗组织首领凯洛琳。BJ置身进入恩格尔夫人的飞艇上谈判结果被抓获。恩格尔的女儿西格伦拒绝斩首卡罗琳，因此恩格尔杀死了卡罗琳，还砍下了怀亚特/費格斯的一只手臂（根据玩家选择的时间线）。西格伦抓住了恩格尔，让BJ有机会使用卡罗琳的外骨骼装甲。BJ将"伊娃之锤"从恩格尔夫人的飞艇上拆下，带着西格伦和卡罗琳的尸体逃回 U 艇。
卡罗琳的葬礼结束后，该组织决定实施她终结纳粹政权计划的下一步：解放美国，并将其作为解放世界的中心基地。该组织联系了躲藏在帝国大厦中的另一个抵抗组织，该大厦位于被纳粹原子弹摧毁的曼哈顿废墟中。期间BJ认为自己已经时日不多所以故意避他的妻子安雅，布拉柯威兹找到并招募了热情洋溢、满身伤痕的非裔美国女性格蕾丝·沃克和律师出身的阴谋论者诺曼·“超级斯佩什”·考德威尔。格蕾丝向该组织通报了她的计划，即摧毁位于新墨西哥州罗斯威尔的圣质隐修会 (Da'at Yichud) 藏匿处附近的纳粹最高统帅部，以削弱美国纳粹领导层。布拉柯威兹带着便携式核弹头前往罗斯威尔，然后前往超级斯佩什的藏身处。斯佩什带他到他的安全屋和一条通往最高统帅部的隧道，BJ潜入了纳粹的指挥部并将便携式核弹放入基地的反应堆并引爆。
逃离罗斯威尔后，BJ绕道前往家乡梅斯基特，取回一枚传家戒指。他的种族歧视和家暴的父亲瑞普 (格伦·莫肖尔 饰) 出现并斥责他，为他家暴布拉柯威兹和母亲的行为辩护。瑞普告诉BJ，他揭发了他的母亲是犹太人导致她被纳粹带走，他还打算把他供出来已得到纳粹的奖赏。布拉柯威兹愤怒的杀死了他的父亲，但是自己也被恩格尔夫人的部队抓获，而恩格尔收留了戒指。斯佩什假扮BJ的律师探望他，告诉他他们救他的计划。然而，安格尔得知了斯佩什的计划，并出现杀死了他。布拉柯威兹被判处死刑，并在华盛顿特区的林肯纪念堂被斩首，数百万观众观看了这一事件。
抵抗组织设法取回了布拉柯威兹的头颅，并通过手术将其移植到纳粹超级士兵原型的身体上让BJ重新获得战斗的能力。布拉柯威兹潜入纽约地下的纳粹地堡，窃取了一份关于新奥尔良的文件，而新奥尔良是一个巨大的贫民窟。布拉柯威兹前往那里，在共产党人霍顿·布恩的指挥下召集抵抗军战士。他们逃出贫民窟，乘坐伊娃之锤逃走。为了占领恩格尔夫人的飞艇，防止其被用来对抗抵抗组织计划的革命，他们计划前往金星窃取代码，以停用其自动防御系统，而代码保存在纳粹的一个设施中。当时阿道夫·希特勒正在找人扮演布拉柯威兹拍一部关于杀死BJ的电影，于是BJ混进了金星的纳粹基地拿到了代码并取回密码并返回地球进行解密。
抵抗组织对恩格尔夫人的飞艇发动攻击，并破坏了防御系统并劫持了其指挥系统。布拉柯维兹和他的团队则前往地面，恩格尔夫人正在加州的国家电视台上展开新闻发布会以吹嘘她的功绩。BJ冲进电视台杀死恩格尔，所有的抵抗军主要成员在电视台上发表了开始革命的演讲。为了确保纳粹在美国的指挥链彻底崩溃，格雷斯命令 BJ 杀死所有担任恩格尔副手的指挥官。
革命在片尾字幕中以图画的形式展现出来。在片尾字幕场景中，布拉柯威兹从恩格尔的尸体上拿回了自己的传家宝戒指，并向安雅求婚。